# Tanaecia flora
Tanaecia flora är en fjärilsart som beskrevs av Butler 1873. Tanaecia flora ingår i släktet Tanaecia och familjen praktfjärilar. Inga underarter finns listade i Catalogue of Life.

## Bildgalleri

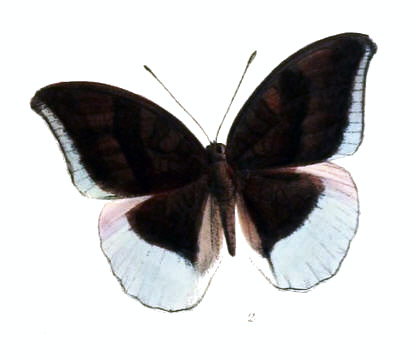
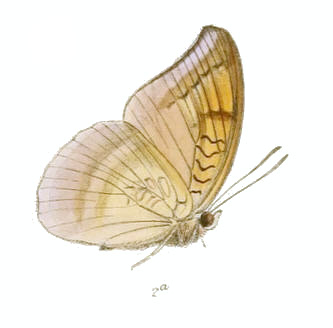
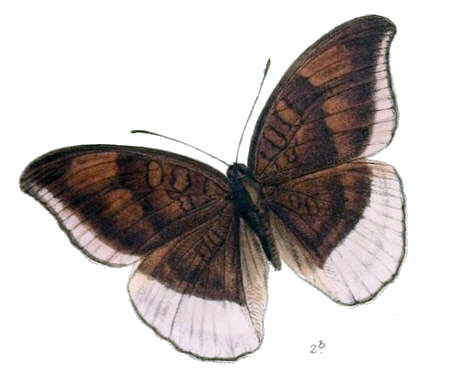
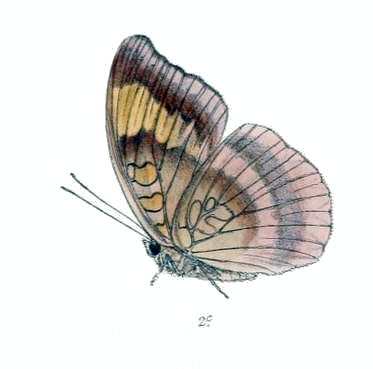